# Coronado Chávez
Coronado Chávez, né en 1807 à Tegucigalpa et mort le 22 juin 1881 à Comayagua, est un homme politique hondurien. Il est président du Honduras du 8 janvier 1845 au 31 décembre 1846.